# Kinderuniversiteit
De Kinderuniversiteit is een benaming die door verschillende universiteiten en opleidingsinstituten gebruikt wordt voor lezingen door wetenschapsbeoefenaren om leerlingen van het basisonderwijs en hun ouders en docenten begrip voor de wetenschap bij te brengen.

## Per land
Hieronder volgen organisaties die kinderuniversiteiten organiseren (niet compleet):

### Nederland
- Universiteit Maastricht
- Universiteit van Tilburg
- Technische Universiteit Eindhoven
- Universiteit van Amsterdam
- Rijksuniversiteit Groningen

### België
- Vrije Universiteit van Brussel

### Suriname
- Kinderuniversiteit Suriname